# Herbert Dörr
Herbert Dörr (* Juni 1924; † Juli 2002 in Freiburg im Breisgau) war ein deutscher Architekt.

## Leben
Herbert Dörr war der Sohn von Wilhelm Ernst Dörr (1882–1954). Nach seinem Abitur 1943 nahm er zunächst als Soldat am Zweiten Weltkrieg teil und studierte er nach dem Kriegsende Architektur. Ab 1950 arbeitete er als freier Architekt in Freiburg. Dörr war seit 1954 mit Barbara Schelenz verheiratet, der Tochter des Bildhauers Walter Schelenz. Ende der 1980er Jahre zog er sich in den Ruhestand zurück, 2002 starb er in Freiburg.

## Bauten (Auswahl)
- 1961–1962: Auferstehungskirche in Freiburg (zusammen mit Klaus Gottschall)[1]
- 1970: Versöhnungskirche in Marbach[2]
- 1978: Neubau für das Max-Planck-Institut für ausländisches und internationales Strafrecht (heute Max-Planck-Institut zur Erforschung von Kriminalität, Sicherheit und Recht)[3] (1981 mit dem Architekturpreis Beton ausgezeichnet)[4]

## Ehrungen
- 1975: Verdienstorden des Landes Baden-Württemberg[5]
- 1981: Architekturpreis Beton
- 2003/4: Ausstellung Auf den Spuren von Herbert Dörr im Architekturforum Uf’m Lederle in Freiburg[6]